# Mirakl Crew
Resbo (Søren Resbo) & Bobby H (Esben Henningsen) danner rammen om Mirakl Crew som i år 2000 blev dannet til en fest i Åbyhøj, hvor de to rappere er opvokset.
I 2004 udgav de et selvfinansieret debutalbum under navnet Videre i teksten, som indeholder:
1. Det bare øl
2. De 7 haves skræk
3. Mirakl land
4. Vi sgu da fastansatte
5. En time på tønden
6. Hammeren falder
7. Træsko på græsk nu

| Musikgruppe | Spire Denne artikel om en dansk musikgruppe er en spire som bør udbygges. Du er velkommen til at hjælpe Wikipedia ved at udvide den. |